# Lijst van medewerkers en alumni van de Universiteit Antwerpen
Dit is een lijst van medewerkers en alumni van de Universiteit Antwerpen.

## Wetenschappers en docenten
- Renate Barbaix, familiaal vermogensrecht
- Luc Beaucourt, urgentiegeneeskunde
- Cathy Berx, rechtsvergelijking en rechtstaalbeheersing
- Marc Bossuyt, volkenrecht
- Bea Cantillon, sociaal beleid
- Jacques Claes, psychologie
- Herman Deleeck, sociaal beleid
- Stéphanie De Somer, bestuursrecht
- Andries Kinsbergen, recht
- Filip Lardon, geneeskunde, vicerector
- Maarten Larmuseau, genetisch genealoog en genetisch erfgoed
- Jef Plasmans, econometrie
- Patricia Popelier, staatsrecht
- Karel Rimanque, staatsrecht
- Joëlle Rozie, strafrecht
- Dave Sinardet, politicologie en federalisme
- Marcel Storme, privaatrecht
- Matthias Storme, privaatrecht
- Christine Van Broeckhoven, moleculaire genetica
- Catherine Van de Heyning, straf(proces)recht, mensenrechten, internationaal recht
- Christine Van Den Wyngaert, strafrecht
- Herman Van Goethem, geschiedenis en rechten, rector
- Karel Van Isacker, geschiedenis
- Jan Velaers, staatsrecht
- Jan Vranken, sociologie
- Britt Weyts, aansprakelijkheidsrecht, verzekeringsrecht

## Alumni
- Gerolf Annemans, politicus - Rechten, 1982
- Vital Baeken, schrijver en performer - Germaanse Filologie, 1993
- Renate Barbaix, advocate en hoogleraar UA - Licentiaat Rechten (UIA), 2002
- Cathy Berx, gouverneur van de provincie Antwerpen - Rechten, 1993
- Jacotte Brokken, weervrouw en presentatrice bij VRT - Scheikunde, 2015
- Dries Buytaert, auteur van Drupal - Informatica, 2000
- Ludwig Caluwé, politicus - Rechten, 1984
- Kathleen Cools, journaliste - Filosofie, 1983
- Thierry Debels, auteur - Toegepaste Economische Wetenschappen, 1990
- Dirk de Kort, politicus - Rechten, 1989
- Marc Descheemaecker, bedrijfsleider en -bestuurder - Licentiaat Toegepaste Economische Wetenschappen, 1977
- Stéphanie De Somer, juriste en docente UA - Master in de Rechten, 2011
- Bart De Wever, burgemeester van Antwerpen - Licentiaat Geschiedenis (UFSIA-K.U.Leuven)
- Linda De Win, journaliste - Kandidatuur Geschiedenis, 1976
- Marijke Dillen, politicus - Rechten, 1983
- Sabine Hagedoren, weervrouw en presentatrice bij VRT - Scheikunde, 1990
- Wim Helsen, cabaretier - Licentiaat Germaanse Filologie, 1991
- Patrick Janssens, burgemeester van Antwerpen - Politieke en Sociale Wetenschappen en Toegepaste Economische Wetenschappen
- Jan Leyers, tv-presentator en muzikant - Wijsbegeerte, 1977
- Hugo Matthysen, muzikant - Wijsbegeerte, 1978
- Peter Mertens, politicus - Licentiaat Sociologie 1994
- Marie-Rose Morel, politicus - Licentiaat Geschiedenis (UFSIA-K.U.Leuven), 1995
- Philippe Muyters, politicus - Toegepaste Economische Wetenschappen, 1984
- Mieke Offeciers-Van De Wiele, politicus - Rechten, 1975
- Bart Peeters, tv-presentator en muzikant - Germaanse Filologie, 1981
- Kris Peeters, Vlaams minister-president - Rechten, 1985 en Wijsbegeerte (kandidaturen)
- Jan Penris, politicus - Rechten, 1987
- Patricia Popelier, juriste en hoogleraar UA - Licentiaat Rechten, 1992
- Herman Portocarero, auteur en diplomaat - Rechten, 1975
- Pascal Smet, politicus - Rechten, 1990
- Bruno Valkeniers, politicus - Rechten, 1978
- Christine Van Broeckhoven, politicus en hoogleraar moleculaire genetica - Scheikunde (specialisatie biochemie), 1975
- Catherine Van de Heyning, advocate en docente UA - Master in de Rechten, 2006
- Johan Vande Lanotte, politicus - Politieke en Sociale Wetenschappen, 1978
- Johan Van Hecke, politicus - Politieke en Sociale Wetenschappen
- Michael Van Peel, stand-upcomedian - Handelsingenieur, 2004
- Luuk Van Waes, hoogleraar zakelijke en technische communicatie - Germaanse Filologie, 1980
- Marie Vinck, actrice - Germaanse Filologie, 2005
- Mieke Vogels, politicus - Politieke en Sociale Wetenschappen, 1978
- Britt Weyts, advocate en hoogleraar UA - Licentiaat Rechten, 1997